# Tell el-Balamun
Tell el-Balamun (altägyptisch Sema-Behdet, Waset-mehu, Pa-ju-en-Amun) ist ein Ruinenhügel im heutigen Ägypten. Der Ort lag als Hauptstadt des Throngaues (17. unterägyptischer Gau) in der Region nördliches Behdet im Nildelta. Es handelt sich mit etwa einem Kilometer Durchmesser um einen der größten heute noch stehenden Ruinenhügel im Delta. Die gute Erhaltung des Hügels ist vor allem auf die entlegene Lage der Ruinen zurückzuführen.
Der Boden ist stark salzhaltig, was einen weiteren Grund darstellt, warum der Hügel nicht abgetragen wurde, da solche Ruinenhügel aus Nilschlamm oft gutes Düngematerial liefern. In griechisch-römischer Zeit war der Ort als Diospolis inferior bekannt. Intensive Ausgrabungen fanden 1991 bis 2008 statt und haben vor allem den Tempelbezirk der alten Stadt ergraben.

## Der Tempelkomplex des Amun
Zentrum der Stadt war der Tempelkomplex des Amun, dessen Eingang nach Nord-Ost orientiert war. Älteste Reste datieren in das Neue Reich. Es konnten die Reste einer Tempelumfassungsmauer gefunden werden, die in diese Zeit datieren. Der eigentliche Tempel war schon vollkommen zerstört und es konnten nur noch die Fundamentgruben gefunden werden, die einen Anhalt zu der Größe des Baus geben. Daneben geben Fundamentgruben und deren Beigaben Hinweise auf Erbauer. Es fanden sich nur wenige dekorierte Steinfragmente. Der Tempel war ca. 80 × 40 m groß. Unter Scheschonq III. wurde davor ein Pylon erbaut. Wiederum später wurde vor den Tempel eine Kolonnade errichtet und davor wiederum ein erster Pylon. Hier befand sich auch eine kleine Nekropole, in der Würdenträger der 22. und 23. Dynastie bestattet wurden. Die Grabbauten fanden sich stark verfallen. Nur das Grab des Iken konnte namentlich identifiziert werden.
Neben diesem Tempel konnten die Fundamente einer Barkenstation aus der 22. Dynastie festgestellt werden. Daneben stand ein weiteres Gebäude, unbekannter Funktion. Aus der 26. Dynastie gibt es einen weiteren Tempel und eine Zitadelle innerhalb des Tempelbezirkes. In der Perserzeit ist der Tempel vielleicht zerstört worden. Weiter im Norden stand ein Tempel des Nektanebos I., der etwa 62 × 72 m groß war. Auch dieser Tempel ist weitestgehend nur von der Fundamentgrube bekannt. Auch der Haupttempel wurde von Nektanebos I. vollkommen neu errichtet oder zumindest renoviert. Dieser Pharao erbaute auch eine neue Umfassungsmauer.